# پائولا سوسا (بازیکن فوتبال، زاده ۱۹۷۵)
پائولا سوسا (انگلیسی: Paulo Sousa؛ زادهٔ ۱۳ مهٔ ۱۹۷۵) بازیکن فوتبال اهل پرتغال است.
از باشگاه‌هایی که در آن بازی کرده‌است می‌توان به باشگاه فوتبال پنافیل، باشگاه فوتبال پاسوژ د فریرا، و باشگاه فوتبال فرئامونده اشاره کرد.